# 寺津站
寺津站（日语：／ Terazu eki */?）是一座位於愛知縣西尾市寺津町，名古屋鐵道（名鐵）三河線的車站（廢站）。

## 歷史
- 1926年（大正15年）9月1日：隨著大濱港（後來改名為碧南）至神谷（後來改名為松木島）之間的鐵路線（當時名為三河鐵道）開通，此站啟用[1]。
- 1927年（昭和2年）3月25日：車站向西一色一方遷移0.6公里[2]。
- 1941年（昭和16年）6月1日：三河鐵道合併至名古屋鐵道。成為名古屋鐵道三河線的車站。
- 1965年（昭和40年）1月1日：廢除貨運業務[3]。
- 1969年（昭和44年）7月1日：成為無人車站[4]。
- 1990年（平成2年）7月1日：廢除碧南至吉良吉田之間的電氣化設備[5]。開始使用鐵路巴士（KiHa20形（日语：名鉄キハ10形気動車））行走該路段[5]。
- 2004年（平成16年）4月1日：車站被廢除[1]。

## 車站構造
車站是一座地面車站。在車站晩年設有1面1線的單式月台，並可容納4卡車廂。
曾經此站設有1面2線的島式月台，月台上曾經設有候車座椅和上蓋。站內曾經設有貨運月台。

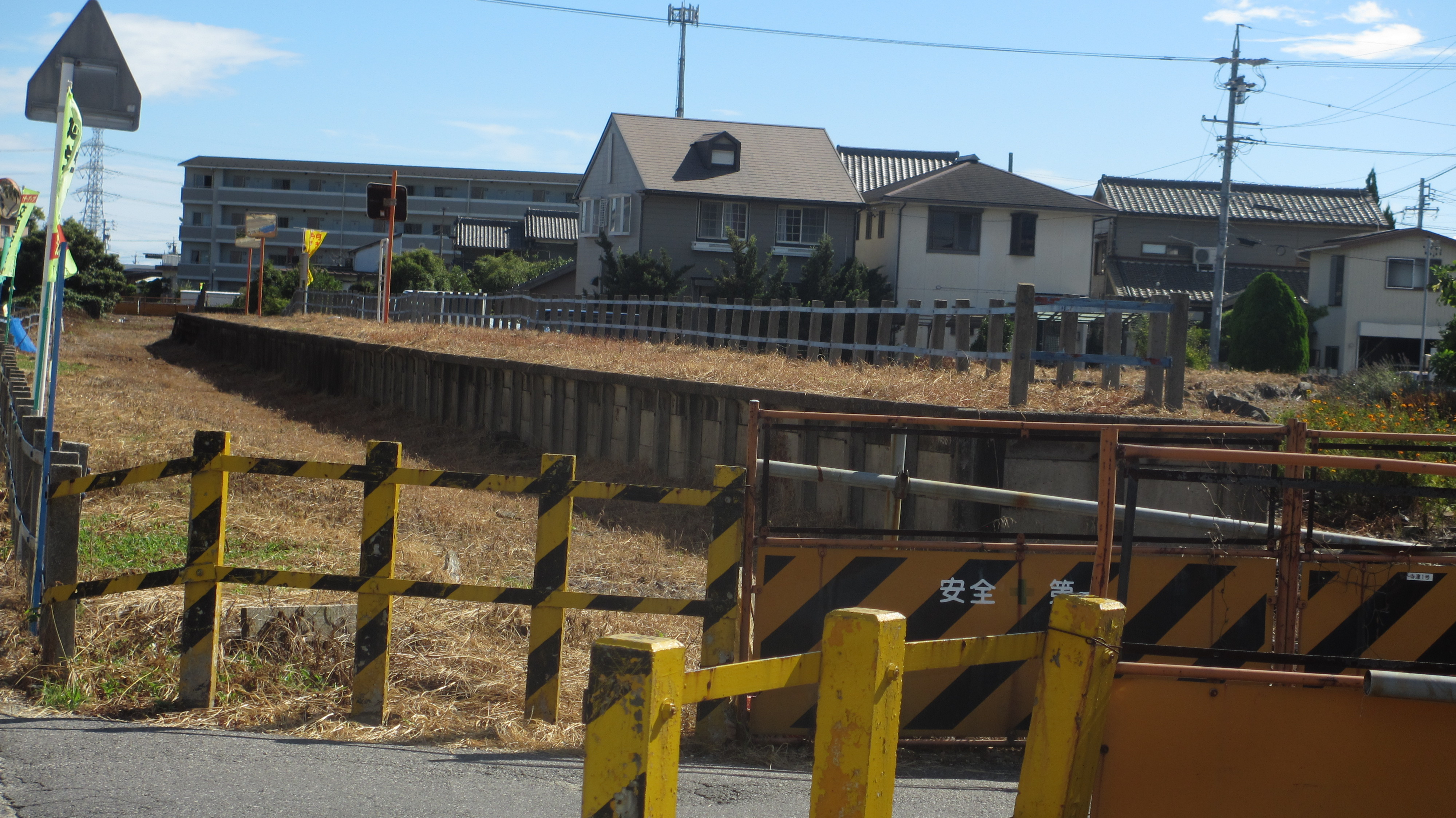
廢除後的寺津站（2016年)
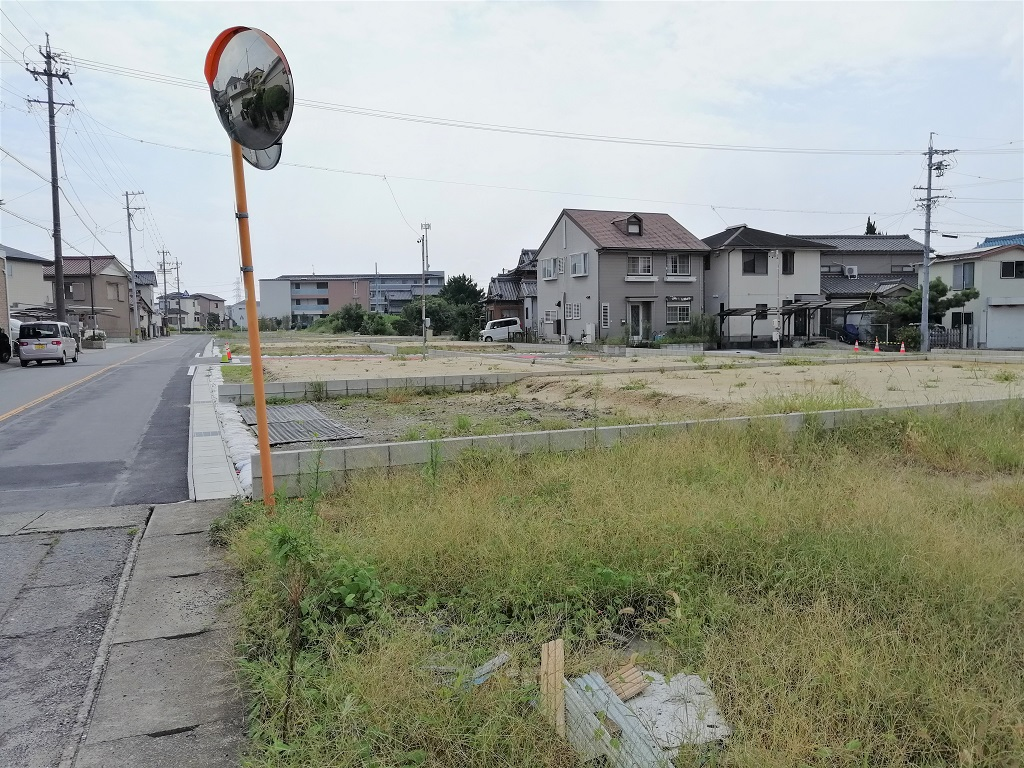
車站遺址空地（2021年）

### 配線圖
| ← 碧南方向      | 寺津站 站內配線略圖 | → 吉良吉田方向 |
| 图例 参考文献： |                     |                |

## 使用狀況
- 在中提及在1992年度，當時1日平均上下車人次為467人，為除岐阜市內線均一車費區間內各站（岐阜市內線、田神線、美濃町線徹明町站至琴塚站之間）外名鐵所有車站（342站）中排名第278，三河線（38站）排名第29[7]。
- 在中提及在2003年度1日平均乘車人次為114人[8]。以下為2003年度前，1日平均乘車人次的列表：

| 年度   | 1日平均 乘車人次 |
| ------ | ---------------- |
| 1998年 | 177              |
| 1999年 | 142              |
| 2000年 | 134              |
| 2001年 | 127              |
| 2002年 | 118              |
| 2003年 | 114              |

## 車站周邊
- 西尾市立寺津中學（日语：西尾市立寺津中学校）
- 西尾市立寺津小學（日语：西尾市立寺津小学校）

## 巴士路線
隨著三河線碧南站至吉良吉田站之間廢除，舊沿線自治體組成的朋友巴士運行協議會，開設替代巴士服務。車站遺址附近設有「寺津神社前」和「巨海」巴士站。另外，車站遺址附近還有六萬石巡回巴士「寺津本町」巴士站。

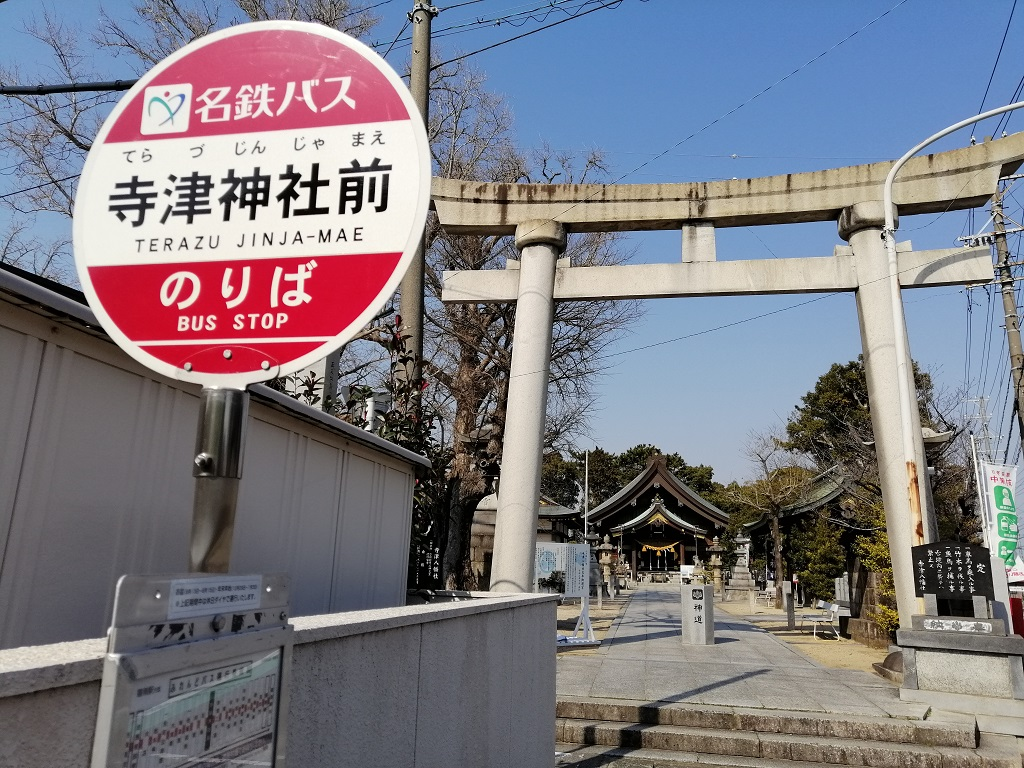
寺津神社前巴士站
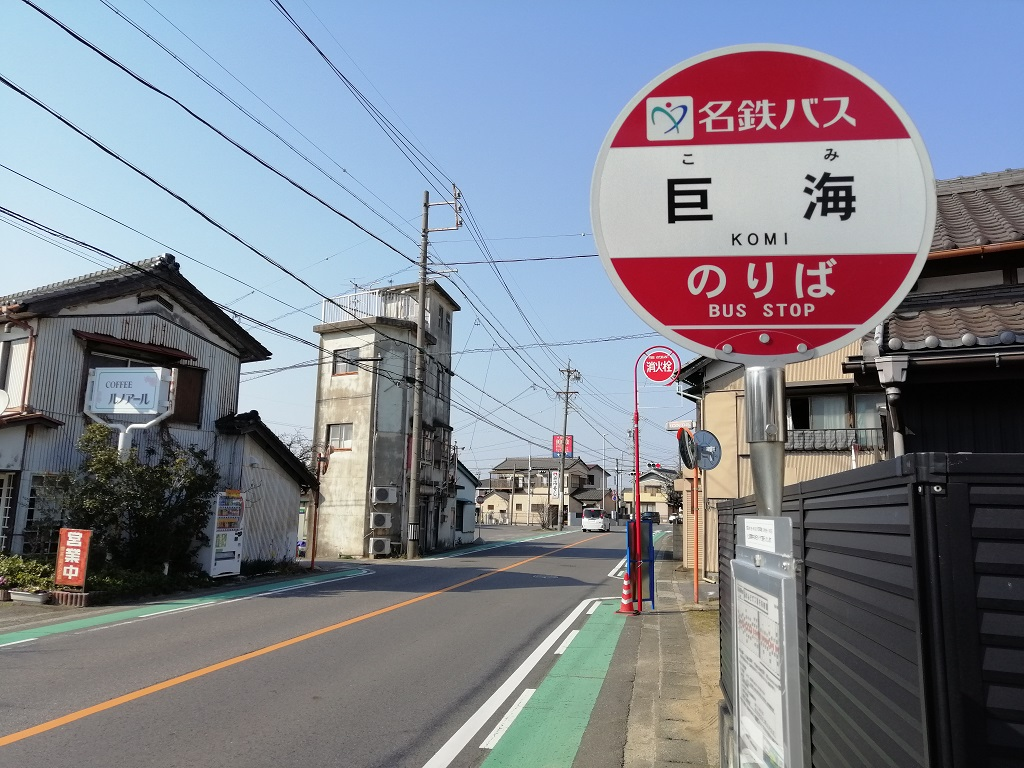
巨海巴士站

## 其他

### 北寺津站
寺津站當初的位置是在車站廢除前靠近三河楠0.6公里處。在1927年（昭和2年）3月25日遷移車站。後來在同年7月25日，於寺津站靠近三河楠一方0.5公里開設北寺津站。
北寺津站在1944年（昭和19年）暫停營業。在1969年（昭和44年）4月25日正式廢除。在三河鐵道時代建成的月台在車站廢除後一直存在。

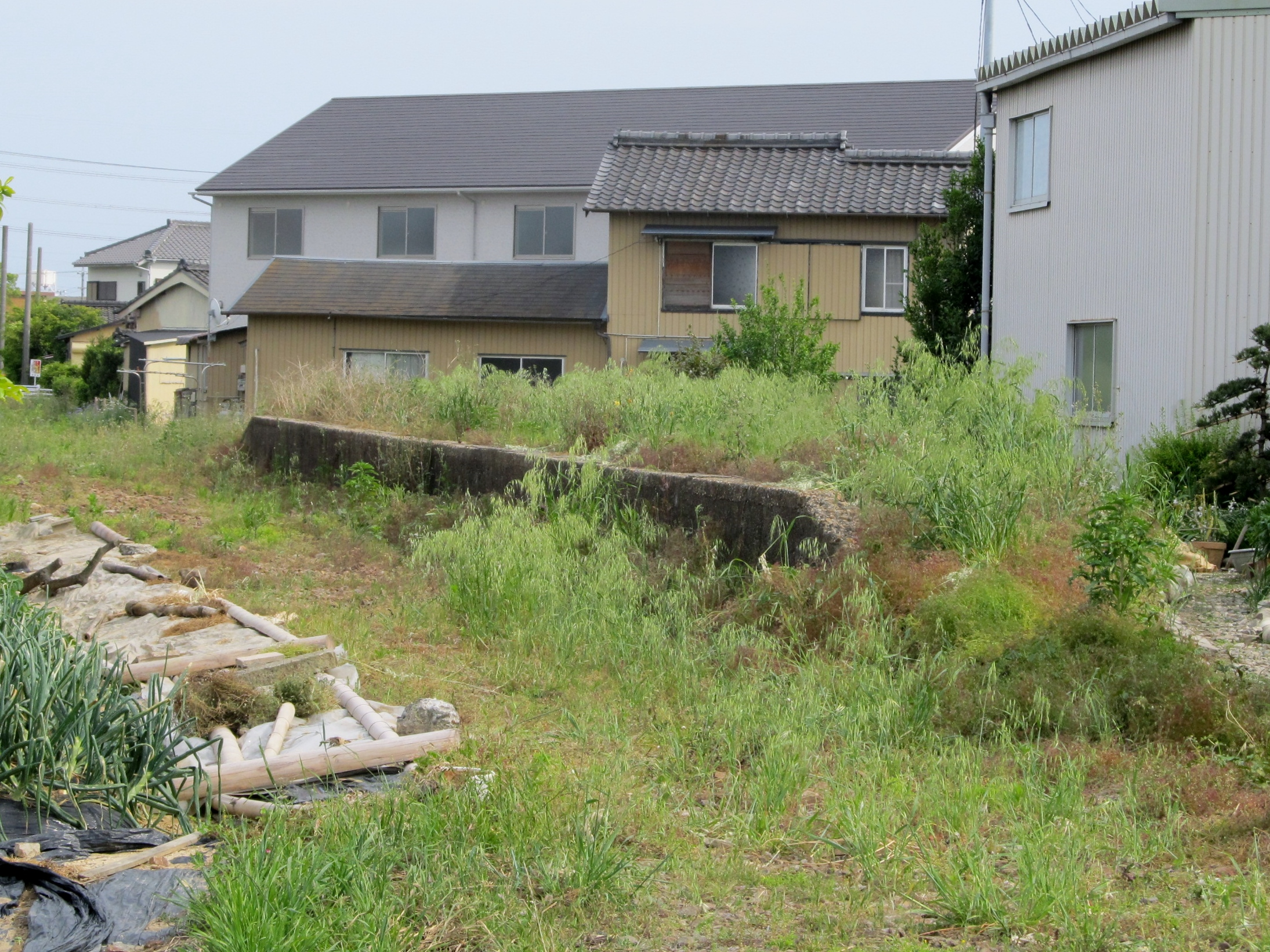
北寺津站遺蹟

### 寺津高架橋
在寺津站和三河楠站之間設有一條寺津高架橋。建設該高架橋的原因是為了避免三河線與連接西三河南部地域至中部國際機場的主要通道都市計劃道路衣浦岡崎線的交界處設置平交道。該高架橋的建設費用為21億日圓，於1998年（平成10年）11月開始使用。可是在建設期間，由於名鐵已經表明將會廢除三河線部分區間，因此實際只使用了很短一段時間而招致了批評。

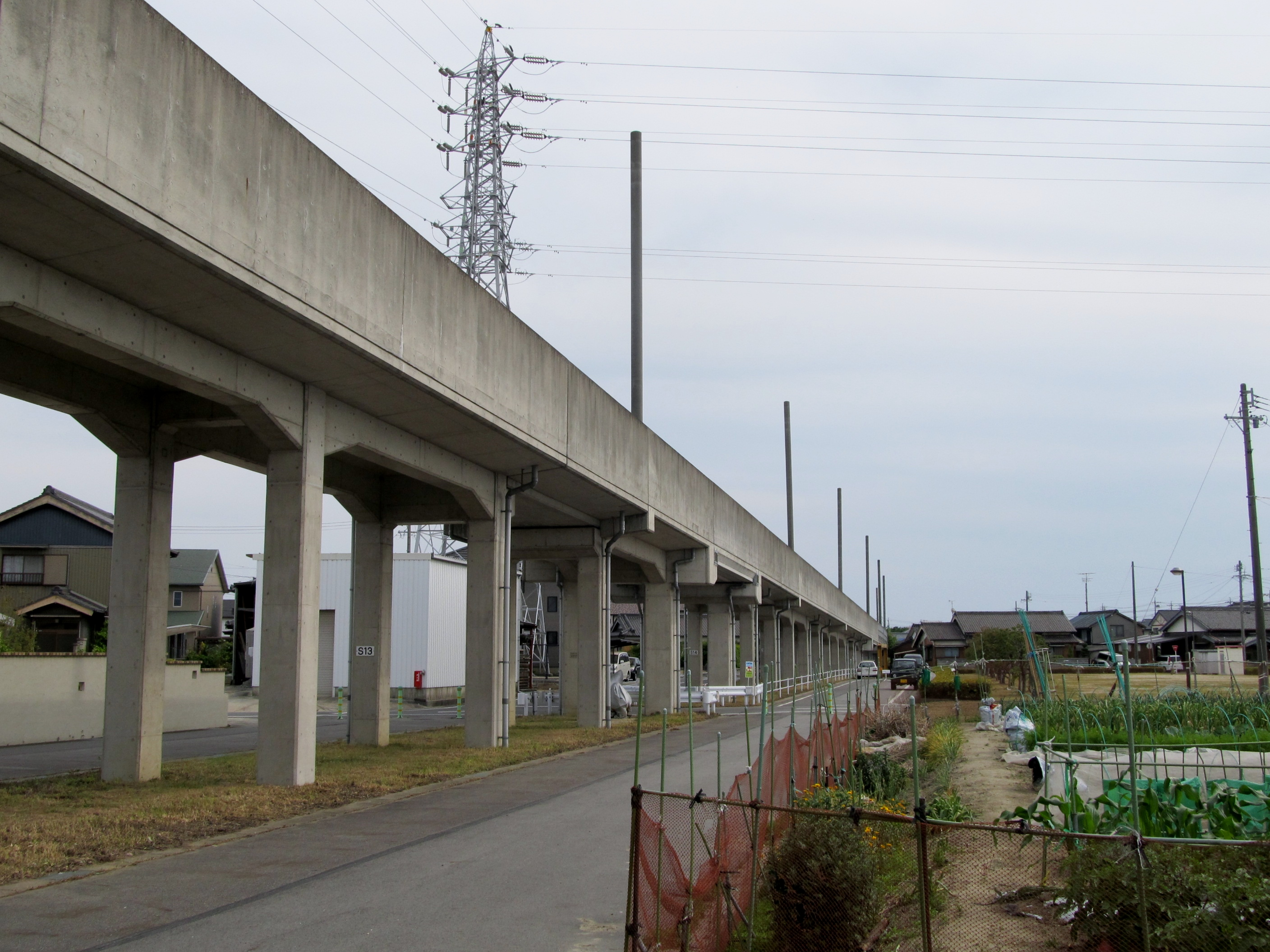
寺津高架橋
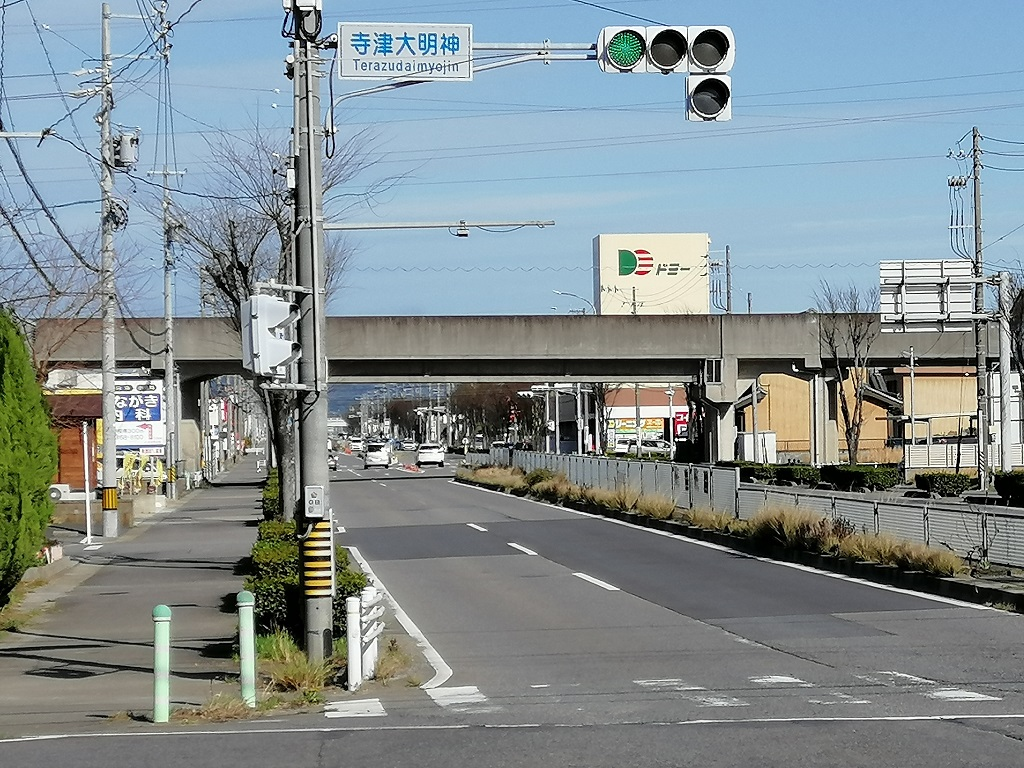
縣道41號與寺津高架橋（2022年）

## 相鄰車站
名古屋鐵道
三河線（廢除區間）
三河楠－寺津－西一色

## 注腳
1. 1 2  今尾恵介（監修）.  7 東海. 新潮社. 2008: 45. ISBN 978-4107900258 （日语）.
2. 1 2  日本鉄道旅行地図帳 追加・訂補 7号 東海 （页面存档备份，存于）（日語） - 鐵道論壇
3. ↑  神谷力（編）. . 郷土文化社. 2000: 88. ISBN 978-4876701292 （日语）.
4. ↑  名古屋鉄道広報宣伝部（編）. . 名古屋鉄道. 1994: 870 （日语）.
5. 1 2  . 交通新聞 (交通新聞社). 1990-06-23: 1 （日语）.
6. ↑  電氣車研究會，《鐵道畫刊》通卷第473號 1986年12月 臨時增刊號 「特集 - 名古屋鐵道」，附圖「名古屋鐵道路線略圖」
7. ↑  名古屋鐵道廣報宣傳部（編）. . 名古屋鐵道. 1994: 651–653.
8. 1 2  平成17年度刊愛知県統計年鑑 第10章　運輸，通信 鉄道（JRを除く私鉄）駅別乗車人員 （页面存档备份，存于）（日語）
9. ↑  平成12年度刊愛知県統計年鑑 第10章　運輸，通信 鉄道（JRを除く私鉄）駅別乗車人員 （页面存档备份，存于）（日語）
10. ↑  平成13年度刊愛知県統計年鑑 第10章　運輸，通信 鉄道（JRを除く私鉄）駅別乗車人員 （页面存档备份，存于）（日語）
11. ↑  平成14年度刊愛知県統計年鑑 第10章　運輸，通信 鉄道（JRを除く私鉄）駅別乗車人員 （页面存档备份，存于）（日語）
12. ↑  平成15年度刊愛知県統計年鑑 第10章　運輸，通信 鉄道（JRを除く私鉄）駅別乗車人員 （页面存档备份，存于）（日語）
13. ↑  平成16年度刊愛知県統計年鑑 第10章　運輸，通信 鉄道（JRを除く私鉄）駅別乗車人員 （页面存档备份，存于）（日語）
14. ↑  鉄道省 編 《鉄道停車場一覧 昭和12年10月1日現在》（國立國會圖書館數碼化收藏），川口印刷所出版部，1937年，355頁
15. 1 2  新實守. . 徳田耕一  (编). . JTB. 2001: 151. ISBN 978-4533039232 （日语）.